# Ontvoering van Shin Sang-ok en Choi Eu-hee
De ontvoering van Shin Sang-ok en Choi Eu-hee door Noord-Korea duurde van 1978 tot 1986. Het echtpaar, de een filmregisseur, de ander filmactrice, werd ontvoerd in opdracht van Kim Jong-il. Zij werkten tussen 1983 en 1985 onder dwang mee aan een zestal Noord-Koreaanse films voordat zij er in slaagden te ontsnappen.

## Achtergrond

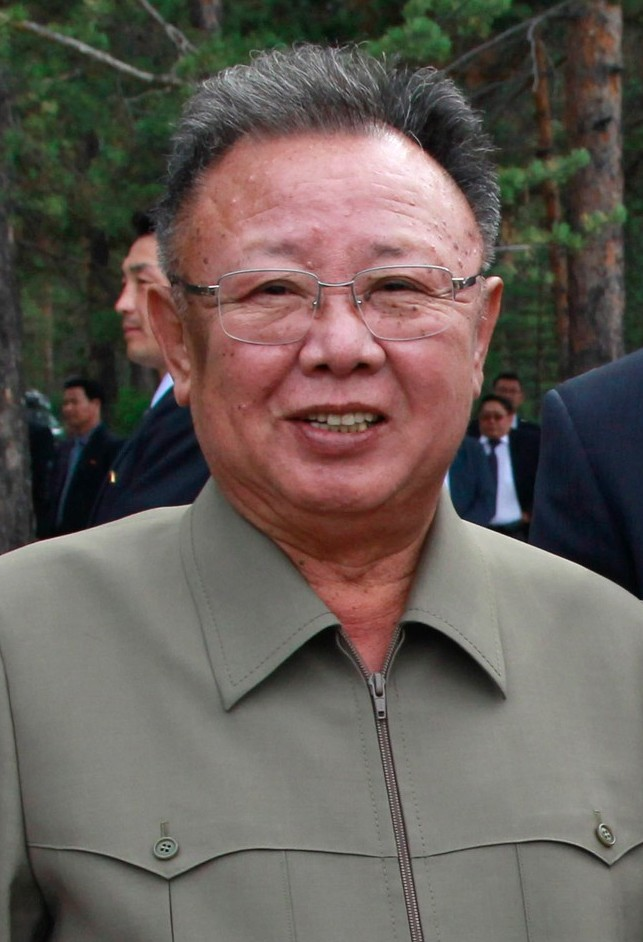
Kim Jong-il

Shin Sang-ok was een beroemde Zuid-Koreaanse filmregisseur die getrouwd was met de bekende actrice Choi Eun-hee. Zij werkte in de jaren zestig mee aan verschillende grote films die prijzen wonnen in het buitenland. In 1976 ging het stel uit elkaar nadat bekend werd dat Shin twee kinderen had bij een jongere actrice.
Kim Jong-il, zoon van de toenmalige dictator Kim Il-sung, gaf in de jaren zestig leiding aan een Noord-Koreaans filmbedrijf. Kim was zelf een grote fan van films; hij had een bibliotheek bestaande uit vijftienduizend films tot zijn beschikking. Aan het begin van de jaren zeventig was Kim gefrustreerd door het uitblijven van internationale erkenning voor zijn films. Hij weet het aan een gebrek aan enthousiasme bij zijn acteurs en filmcrew. Volgens hem kwam dat omdat zij wisten dat de staat hen toch wel zou voeden, zelfs als de prestaties onder de maat waren.

## Ontvoering
Choi Eun-hees filmcarrière was op een dood punt aangekomen na haar scheiding. Zij reisde in 1978 naar Hongkong waar zij een ontmoeting zou hebben met een geïnteresseerde filmproducent. Aangekomen in Hongkong werd zij in opdracht van Kim Jong-il ontvoerd en naar Noord-Korea overgebracht. Daar werd ze onderbracht in een grote villa, kreeg een tour door Pyongyang aangeboden en kreeg een leraar die haar onderwees over de grote prestaties van Kim Il-sung. Kim nam haar meerdere keren mee naar films, opera's en feestjes.
Na haar verdwijning begon Shin Sang-ok een zoektocht naar zijn ex-vrouw. Een half jaar later werd hij echter ook vanuit Hongkong ontvoerd en overgebracht naar Noord-Korea. Hij werd ook ondergebracht in een luxe villa, maar hem werd niet verteld wat er met Choi was gebeurd. Na twee mislukte ontsnappingspogingen werd hij overgebracht naar de gevangenis. Op 23 februari 1983 kwam hij vrij. Twee weken later ontmoette de filmregisseur Choi op een feest waar Kim Jong-il de gastheer was. Op aandrang van Kim Jong-il hertrouwden zij met elkaar.
Shin Sang-ok produceerde tussen 1983 en 1985 in opdracht van Kim Jong-il zes films, waar Choi een belangrijke rol in speelde. Kim begreep wel dat films met thema's voor binnenlandse propaganda in het buitenland minder zouden aanslaan. Daarom kreeg Shin een zekere vrijheid bij het kiezen van zijn onderwerpen. In sommige films speelden ook Europese acteurs mee, iets wat nooit eerder was voorgekomen in een Noord-Koreaanse film. Een film won een prijs op een internationaal filmfestival in Tsjecho-Slowakije.
Choi en Shin besloten in het geheim opnamen te maken van hun gesprekken met de presidentszoon voor het geval zij ooit zouden ontsnappen. Op die manier kon het duo aantonen dat ze niet vrijwillig naar Noord-Korea waren vertrokken. Hun opzet slaagde. Zo legden zij een gesprek vast waarin Kim Jong-il sprak over hun ontvoering en het plan om de Noord-Koreaanse filmindustrie een impuls te geven.
Voor de promotie van hun films reisde het echtpaar naar het buitenland. Daar stonden zij echter onder zware bewaking. Op een persconferentie in april 1984 in de Joegoslavische hoofdstad Belgrado vertelden zij dat ze vrijwillig naar Noord-Korea waren vertrokken.

## Ontsnapping
Choi en Shin reisden in 1986 naar Wenen om fondsen te werven voor een nieuwe film over het leven van Dzjengis Khan. Zij werden ondergebracht in het InterContinental-hotel. Op 12 maart 1986 hadden zij een interview met een journalist. Nadat de lijfwachten de kamer hadden verlaten, werd een hotelmedewerker gevraagd om de Amerikaanse ambassade in te lichten dat zij onderweg waren om asiel aan te vragen. Choi en Shin ontsnapten en namen een taxi naar de ambassade, terwijl zij tevergeefs werden achterna gezeten door hun bewakers. Shin en Choi werden beiden toegelaten tot de Verenigde Staten. Shin vond daar werk in de filmindustrie. Het echtpaar keerde in 1999 terug naar Zuid-Korea.